# Rey Qing de Zhou
El Rey Qing de Zhou (en chino tradicional, 周頃王; pinyin, Zhōu Qĭng Wáng), o King Ch’ing of Chou, fue el decimonoveno rey de la Dinastía Zhou de China y el séptimo de la Dinastía Zhou Oriental. 
Fue engendrado por el Rey Xiang de Zhou como Príncipe Renchen, convirtiéndose en rey en 618 a. C., cuando murió su padre.
El rey Qing tuvo dos hijos: los príncipes Bān y Yú. Cuando murió en 613 a. C., Bān se convirtió en el Rey Kuang de Zhou.